# Saribu Dolok
Saribu Dolok is een bestuurslaag in het regentschap Simalungun van de provincie Noord-Sumatra, Indonesië. Saribu Dolok telt 7403 inwoners (volkstelling 2010).